# Ricard Pujol i Panadès
Ricard Pujol i Panadès   (Lleida, 5 d'octubre de 1921 - Barcelona, 16 de maig de 1980) fou un futbolista català de la dècada de 1940.
Figura històrica del Centre d'Esports Sabadell, jugà durant deu temporades, la meitat a primera divisió, amb més de 150 partits disputats. Acabà la seva trajectòria professional al Girona FC. Acabà els seus anys al modest FC Espanya de Sabadell (1951-52).
L'any 1956 fou objecte d'un homenatge per part del club sabadellenc.